# 西鉄バス北九州・戸畑自動車営業所

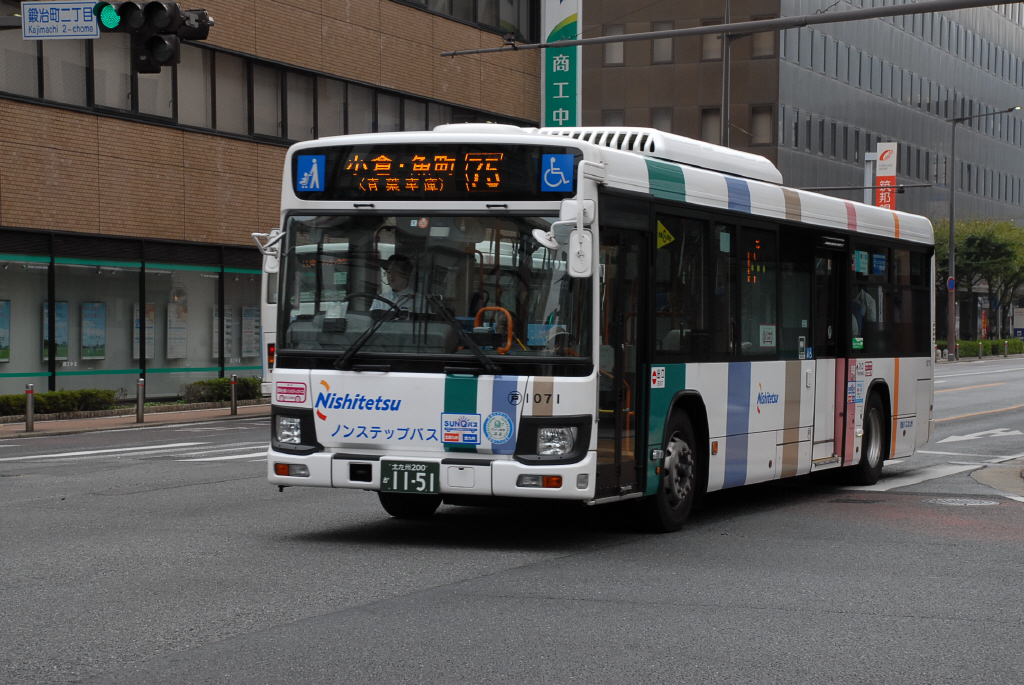
路線車

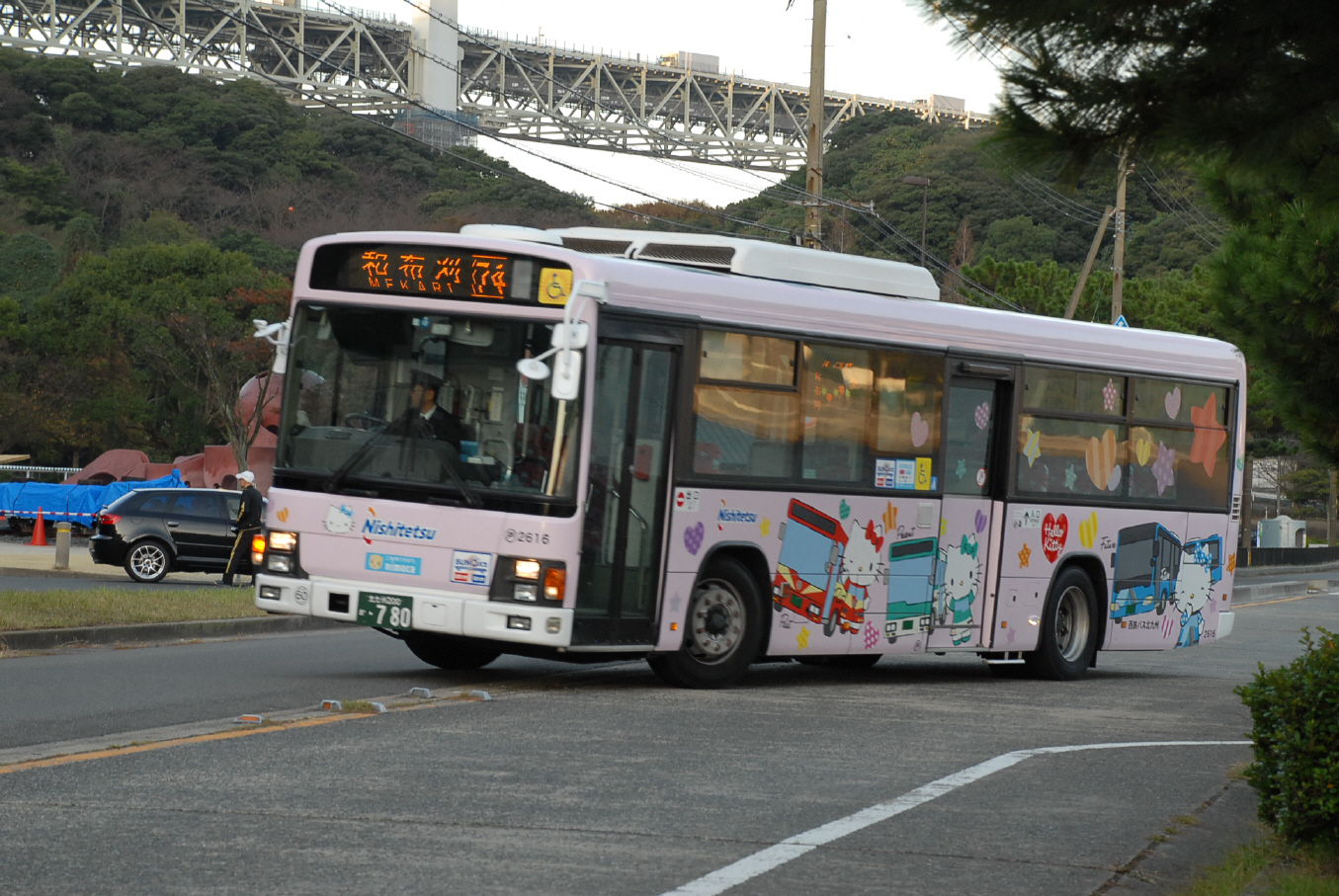
ハローキティバス　戸畑時代　現在は小倉所属

西鉄バス北九州・戸畑自動車営業所（にしてつバスきたきゅうしゅう・とばたじどうしゃえいぎょうしょ）は、西鉄バス北九州のバス営業所の一つで、主に北九州市都心部と戸畑区を結ぶ路線を担当する。北九州地区の営業所では走行範囲が一番広い。
2009年2月22日、北九州地区では小倉・八幡に続いて戸畑・門司・蜷田の3営業所へのnimoca導入が実施された。（その後、蜷田営業所は廃止された）

## 管轄路線
2024年10月1日現在の路線（太字は終点・始発停留所）

### 門司 - 戸畑線
83番は恒見営業所と、そのほかは門司営業所と共同運行。戸畑営業所担当便は大多数がスロープ付車両・ノンステップ車両での運行。
- ■□■ 70（大門→門司駅は70、大門→門司港駅は72、中町→青葉車庫は77）
  - 田野浦 - 大久保越 - 東門司一丁目 - レトロ東本町一丁目 - レトロ桟橋通 - 二夕松町 - 小森江 - 門司駅前 - 新小文字病院前 - 砂津 - 小倉駅入口 - 魚町 - 西小倉駅前 - 大門 - 青葉車庫
  - 東本町二丁目 - レトロ東本町一丁目 - レトロ桟橋通 - 二夕松町 - 小森江 - 門司駅前 - 新小文字病院前 - 手向山トンネル口 - 上富野一丁目 - 砂津 - 小倉駅入口 - 魚町 - 西小倉駅前 - 大門 -青葉車庫
  - 田野浦 - 大久保越 - 東門司一丁目 - レトロ東本町一丁目 - レトロ桟橋通 - 二夕松町 - 小森江 - 門司駅前 - 新小文字病院前 - 手向山トンネル口 - 上富野一丁目 - 砂津 - 小倉駅入口 - 魚町 - 西小倉駅前 - 大門 - 小倉高校下 - 中井口 - 三六 - 幸町 - （←戸畑営業所←） - 戸畑渡場
  - 東本町二丁目 - レトロ東本町一丁目 - レトロ桟橋通 - 二夕松町 - 小森江 - 門司駅前 - 新小文字病院前 - 手向山トンネル口 - 上富野一丁目 - 砂津 - 小倉駅入口 - 魚町 - 西小倉駅前 - 大門 - 小倉高校下 - 中井口 - 三六 - 幸町 - （←戸畑営業所←） - 戸畑渡場
    - 田野浦、門司港 - 戸畑渡場間を海岸通り、レトロ桟橋通、新小文字病院前、中井口経由で結ぶ路線。門司 - 戸畑線の基幹路線。戸畑駅は経由しない。かつては同区間を急行運転する急行90系統もあった。
    - 青葉車庫系統は2013年3月16日ダイヤ改正分からの新設路線。近年73番の廃止等による振替で本数が大幅に増加している。
- ■□ 72（中町→青葉車庫は77）
  - 田野浦 - 大久保越 - 東門司一丁目 - レトロ東本町一丁目 - レトロ桟橋通 - 門司港駅前 - レトロ桟橋通 - 二夕松町 - 小森江 - 門司駅前 - 新小文字病院前 - 手向山トンネル口 - 上富野一丁目 - 砂津 - 小倉駅入口 - 魚町 - 西小倉駅前 - 大門 - 青葉車庫
  - 東本町二丁目 - レトロ東本町一丁目 - レトロ桟橋通 - 門司港駅前 - レトロ桟橋通 - 二夕松町 - 小森江 - 門司駅前 - 新小文字病院前 - 手向山トンネル口 - 上富野一丁目 - 砂津 - 小倉駅入口 - 魚町 - 西小倉駅前 - 大門 - 青葉車庫
    - 2015年10月1日からの新規路線。70番との違いは門司港駅に立ち寄る点のみ。
- ■■ 74（中町→青葉車庫は77、中町→戸畑渡場は70、門司港駅前→和布刈は4）
  - 和布刈（めかり） - 関門トンネル人道口 - 東本町二丁目  - レトロ東本町一丁目 - レトロ桟橋通  - 門司港駅 - （→レトロ桟橋通→） - 二夕松町 - 小森江 - 門司駅前 - 新小文字病院前 - 手向山トンネル口 - 上富野一丁目 - 砂津 - 小倉駅入口 - 魚町 - 西小倉駅前 - 大門 - 小倉高校下 - 中井口 - 三六 - 幸町 - （←戸畑営業所←） - 戸畑渡場
  - 和布刈（めかり） - 関門トンネル人道口 - 東本町二丁目  - レトロ東本町一丁目 - レトロ桟橋通  - 門司港駅 - （→レトロ桟橋通→） - 二夕松町 - 小森江 - 門司駅前 - 新小文字病院前 - 手向山トンネル口 - 上富野一丁目 - 砂津 - 小倉駅入口 - 魚町 - 西小倉駅前 - 大門 - 青葉車庫
    - 2007年のダイヤ改正により、新設。門司港レトロの観光地化により脚光を浴びた和布刈地区と、戸畑区・小倉北区からのアクセスを強化した路線であり、関門トンネル人道へのアクセスに便利である。従来の70番（上記参照）に4番（門司港駅 - 和布刈。2007年ダイヤ改正で本数は大幅に減少し、2009年4月のダイヤ改正で一旦廃止になったが、後に74番からの番号変更として復活している）をプラスした意味合いで74番となった。戸畑駅は経由しない。
    - 2022年7月23日ダイヤ改正で戸畑渡場発着の殆どが青葉車庫までに短縮されている。
- ■□ 75（中町→青葉車庫は77）
  - 田野浦 - 清見三丁目 - 長谷 - レトロ桟橋通 - 二夕松町 - 小森江 - 門司駅前 - 新小文字病院前 - 手向山トンネル口 - 上富野一丁目 - 砂津 - 小倉駅入口 - 魚町 - 西小倉駅前 - 大門 - 青葉車庫
    - 田野浦 - 青葉車庫間を山手通り、レトロ桟橋通、新小文字病院前経由で結ぶ路線。

- ■□ 77
  - 門司駅前 - 新小文字病院前 - 手向山トンネル口 - 上富野一丁目 - 砂津 - 小倉駅入口 - 魚町 - 西小倉駅前 - 大門 - 青葉車庫
    - 2022年7月23日ダイヤ改正から新設の行先番号。従来の門司港レトロ - 小倉・戸畑系統の区間便で、門司駅 - 青葉車庫を原町経由で結ぶ系統に当番号が割り振られている。
    - 上記系統のほか、大門→門司駅行き、中町・鳥越→青葉車庫行きは当番号へ統一されている。
- ■■ 63（大門→門司駅は77、鳥越→戸畑駅は83）
  - 淡島神社前 - 奥田一丁目 - 大川橋 - 門司駅前 - 新小文字病院前 - 手向山トンネル口 - 上富野一丁目 - 砂津 - 小倉駅入口 - 魚町 - 西小倉駅前 - 大門 - 金田二丁目 - （←金田陸橋西←） - 一枝入口 - 明治学園前 - 戸畑区役所 - 浅生通り - 浅生市場前 - 戸畑駅
    - もとは柄杓田 - 戸畑駅間を大川橋、一枝（福岡県道271号下到津戸畑線）経由で結ぶ路線として、2008年3月24日に開設された系統である。
    - 2022年7月23日ダイヤ改正で門司駅を軸に系統分断。門司駅から戸畑方面は門司 - 戸畑線のまま、門司駅 - 柄杓田は奥田線（恒見営業所運行）へ移管された。平日ダイヤ朝1本のみ淡島神社発戸畑駅行きが、各日戸畑駅発の最終1本のみ淡島神社行きが運行される。そのほかはすべて門司駅 - 戸畑駅間の運行。
    - 淡島神社前 - 東四丁目、鳥越 - 戸畑駅間は83番と同一経路を通る。鳥越→戸畑駅間に関しては2022年7月23日のダイヤ改正で行先番号も83番に統一されている。

- ■□■ 83
  - 淡島神社前 - 奥田一丁目 - 大里団地前 - 門司駅前 -  中二十町 - 門司体育館前　- 社ノ木二丁目 - 手向山トンネル口 - 上富野一丁目 - 砂津 - 小倉駅入口 - 魚町 - 西小倉駅前 - 大門 - 金田二丁目 - （←金田陸橋西←） - 一枝入口 - 明治学園前 - 戸畑区役所 - 浅生通り - 浅生市場前 - 戸畑駅
    - 淡島神社・中二十町など門司区から小倉中心部を経由して戸畑駅を結ぶ系統である。鳥越～戸畑駅間は63番と同一ルートを通る（戸畑駅行きは重複区間では当番号に統一）。
    - 2018年3月25日の改正にて戸畑駅～砂津間の区間便の新設・淡島神社前発着の減便が行われ、恒見営業所と共管となった。
    - 2022年7月23日ダイヤ改正より門司駅への乗り入れが開始され、砂津発着のほとんどが淡島神社前発着へ戻された。
    - 2024年10月1日のダイヤ改正までは『門司 - 戸畑・中谷線』という路線であったが、同改正で当路線に含まれた。

### 小嶺 - 戸畑・若松線
- □ 40
  - 小嶺車庫 - 町上津役 - 馬場 - 黒崎インター引野口 - 京良城 - 幸神 - ホテルクラウンパレス北九州 - 国道東曲里町 - 西鉄黒崎バスセンター - 熊手四ツ角 - 久喜町 - 祇園三丁目 - 大谷球場 - 中央三丁目 - 七条 - 鞘ヶ谷社宅前 - 天籟寺 - 戸畑区役所 - 浅生通り - 浅生市場前 - 戸畑駅 - 幸町 - 製鉄飛幡門
  - 小嶺車庫 - （この間上記と同じ） - 幸町 - 大橋通り→若松駅
  - 八幡駅 - 祇園二丁目 - 大谷球場 - 中央三丁目 - 七条 - 鞘ヶ谷社宅前 - 天籟寺 - 戸畑区役所 - 浅生通り - 浅生市場前 - 戸畑駅 - 幸町 - 製鉄飛幡門
  - 八幡駅 - 祇園二丁目 - 大谷球場 - （この間上記と同じ） - 幸町 - 大橋通り→若松駅
- □ 41（中央三丁目→小嶺車庫は40）
  - 小嶺車庫 - 町上津役 - 馬場 - 黒崎インター引野口 - 幸神 - ホテルクラウンパレス北九州 - 国道東曲里町 - 西鉄黒崎バスセンター - 熊手四ツ角 - 久喜町 - 祇園三丁目 - 天神町 - 中央三丁目 - （←イオンモール八幡東←）スペースワールド駅 - ジアウトレット北九州
    - 香月営業所・八幡駅 - 戸畑渡場・若松駅を馬場、黒崎バスセンター、祇園三丁目、鞘ヶ谷経由で結ぶ路線。香月営業所と共同運行。香月営業所発着は担当しない。
    - 2016年3月のダイヤ改正以降は、戸畑発着の便は八幡駅止まりがメインとなり、小嶺・香月行きの便は大幅に減少した[1]。
    - かつての若松駅発着系統は、41番を名乗っていたが、2022年1月29日改正で、スペースワールド駅発着を41番に改番された。41番については2022年4月26日にスペースワールド駅から同日開業したTHE OUTLET KITAKYUSHU(ジアウトレット北九州)へ延伸。[2]
    - その他、以前は戸畑渡場 - 美術館 - 七条 - 黒崎方面や、戸畑駅北口 - 小嶺車庫、戸畑渡場 - 七条 - 猪倉、小嶺営業所 - 黒崎バスセンター - 中央三丁目などの区間便が多数存在した。

### 小倉（井堀）戸畑線
小倉営業所と共同運行で、基本的に大型車の運行である。三萩野着発便は平日朝、夕方のみの運行でその他は砂津発着便。沿線に学校が多いため通学利用が多く、他の路線と比較して通学需要に特化したダイヤ編成となる。そのため毎年夏休み期間中は夏季ダイヤを設定し減便するほか、日祝日の運行本数が平日と比べ極端に少ないのが特徴である。
- □■ 25
  - 砂津 - 小倉駅バスセンター - 平和通り - 三萩野 - 木町 - 南小倉駅前 - 一枝入口 - 明治学園前 - 戸畑区役所 - 浅生通り - 浅生市場前 - 戸畑駅

平日は時間3 - 5本、土曜は時間3本、日祝は時間1本の運行で砂津発着と区間便を含むと1時間7本運行の時間帯がある。平日朝と夕方、土曜朝は三萩野着発も運行されている。三萩野着発便は三萩野到着後、下りの三萩野バス停まで回送し、そこから戸畑駅行きとなる。

### 黒原 - 戸畑線
戸畑から一枝・南小倉駅・小倉駅・黒原経由で霧丘・湯川新町方面へ向かう路線。北九州市役所前 - 木町間の経路が27番・28番で異なる。一部区間を除いて概ね1時間に4～5本運行される。平日日中を基準に27・28番を交互に運行していたが、2023年1月28日ダイヤ改正で27番を主体とした運行形態に切り替わり、28番は1時間あたり1～2本と縮小された。小倉営業所・弥生が丘営業所と共同運行。2008年12月より運行区間が短縮され、戸畑渡場への乗り入れが廃止された。現在は全てその一つ手前の製鉄飛幡門で営業運転打ち切り。2022年3月12日のダイヤ改正で、戸畑駅発着が設定された。
- ■■ 27
  - 舞ヶ丘団地 - 湯川新町三丁目 - 安部山入口 - 霧丘三丁目 - 黒原一丁目 - 明和町 - 砂津 - 小倉駅バスセンター - 平和通り - 北九州市役所前 - 小倉北区役所前 - ソレイユホール・ムーブ前 - 大手町西 - 木町 - 南小倉駅前 - 一枝入口 - 明治学園前 - 戸畑区役所 - 浅生通り - 浅生市場前 - 戸畑駅 - 幸町 - 製鉄飛幡門
    - ソレイユホール・ムーブ前経由。霧丘三丁目 - 製鉄飛幡門が大半だが、砂津、湯川新町三丁目発着もある。
    - 舞ヶ丘団地発着は28番の代替で登場し、大半がサンリブシティ小倉を経由したが、2021年7月31日改正でサンリブシティ小倉経由便は廃止。

- ■■ 28
  - サンアクアTOTO - 湯川新町三丁目 - 安部山入口 - 霧丘三丁目 - 黒原一丁目 - 明和町 - 砂津 - 小倉駅バスセンター - 平和通り - 北九州市役所前 - 金田 - 金田一丁目 - 原町一丁目 - 木町 - 南小倉駅前 - 一枝入口 - 明治学園前 - 戸畑区役所 - 浅生通り - 浅生市場前 - 戸畑駅 - 幸町 - 製鉄飛幡門
    - 金田経由。霧丘三丁目 - 製鉄飛幡門が大半だが、サンアクアTOTO行きは朝の1本のみ。砂津は、少数だが運行される。
    - 舞ヶ丘団地、湯川新町三丁目発着もあったが、27番に振り替えされたため廃止された。なお、湯川新町三丁目発便は2023年1月28日ダイヤ改正で再設定された。（ただし早朝の製鉄飛幡門行きのみで、逆方向の湯川新町三丁目行きはない）

### 小倉（中原）戸畑線
- ■■ 92（魚町→戸畑駅、戸畑駅始発→戸畑区役所間は5）
  - 大谷池 - 附属小学校前 - 砂津 - 魚町 - 大門 - 小倉高校下 - 中原 - 三六町 - 新池 ‐ 戸畑区役所 - 戸畑駅
    - 2020年3月のダイヤ改正で新設された（かつてほぼ同区間を運行する92番があったため、事実上の復活）。小倉営業所が担当する鞘ヶ谷～大谷池線の大半を7番と分離し、戸畑駅～砂津・大谷池を担当する。
    - 2023年1月28日ダイヤ改正で製鉄飛幡門発着を廃止し戸畑駅発着となったほか、一部砂津発着となった。砂津行きは92番だが、逆の砂津発は93番として運行される。

- ■■ 93（魚町→戸畑駅、戸畑駅始発→戸畑区役所間は5）
  - サンリブシティ小倉 - 湯川中学校前 - 湯川新町三丁目 - 安部山入口 - 霧丘三丁目 - 黒原一丁目 - 広寿山 - 附属小学校前 - 砂津 - 小倉駅入口 - 魚町 - 西小倉駅前 - 大門 - 小倉高校下 - 中原 - 工大前 - 幸町 - 製鉄飛幡門
  - サンリブシティ小倉 - 湯川中学校前 - 湯川新町三丁目 - 安部山入口 - 霧丘三丁目 - 黒原一丁目 - 広寿山 - 附属小学校前 - 砂津 - 小倉駅入口 - 魚町 - 西小倉駅前 - 大門 - 小倉高校下 - 中原 - 工大前 - 戸畑区役所 - 浅生通り - 浅生市場前 - 戸畑駅
    - サンリブシティ小倉・湯川・霧丘地区 - 戸畑地区の間を広寿山、魚町、中原経由で結ぶ路線。小倉営業所・弥生が丘営業所と共管。日中1時間あたり3～4本運行（霧丘三丁目 - 新池間）。大半はサンリブシティ小倉・霧丘三丁目発着だが、湯川新町三丁目発着も数本ある。
    - 7番と共通運用以前の92番も中原線を名乗っており、戸畑渡場 - 幸町 - 中原 - 大門 - 魚町 - 砂津 - 大谷池を結んでいた。また、本数は僅かであるが、戸畑渡場／若松駅 - 浅生通 - 戸畑区役所 - 三六町 - 中原 - 大門 - 魚町 - 砂津 - 大谷池を結ぶ94番も存在した。
    - なお戸畑駅発着便は、戸畑駅 - 戸畑区役所間（サンリブシティ小倉方面行き）・小倉駅前 - 戸畑駅間（戸畑駅行き）の区間は行先番号を5番に変更する。（本来の5番［舞ヶ丘団地 - 戸畑駅］は2016年3月のダイヤ改正で青葉車庫止まりとなったが、番号変更は引き続き行われる）
    - 2016年10月1日のダイヤ改正で、戸畑渡場発着便がすべて製鉄飛幡門発着便に変更された。
    - 2023年1月28日ダイヤ改正で砂津発戸畑駅行きを新設した。製鉄飛幡門行きには砂津発便は設定されていない。

### 大谷線・大谷（大蔵）線
- □ 42
  - 西鉄黒崎バスセンター - 熊手四ツ角 - 久喜町 - 祇園三丁目 - 花尾町 - 帆柱登山口 - 八幡東消防署前 - 中央二丁目 - 中央三丁目 - 枝光 - 東大谷 - 椎ノ木町 - 天籟寺 - 戸畑区役所 - 浅生通り - 浅生市場前 - 戸畑駅 - 幸町 - 製鉄飛幡門
  - 八幡駅 - 祇園三丁目 - 花尾町 - 帆柱登山口 - 八幡東消防署前 - （この間上記と同じ） - 幸町 - 製鉄飛幡門

平日と土曜日の最終便のみ製鉄飛幡門 - 東大谷の区間便となる。枝光 - 椎ノ木町付近や大谷一丁目 - 祇園三丁目など西鉄バスでは珍しい起伏の多い狭隘路線となる。そのため全便中型車が使用される。かつては東大谷 - 三六 - バス専用道 - 砂津方面の急行242系統も存在したほか、ラッシュ時を中心に、戸畑・黒崎方面双方から中央町止まりの区間便、戸畑営業所・戸畑渡場発着便など複雑な運行ダイヤを組んでいた。
- □ 44 
  - 製鉄飛幡門→幸町→戸畑駅→浅生市場前→浅生通り→戸畑区役所→天神二丁目→天籟寺→大谷通り→東大谷→諏訪二丁目・美術館北口→大蔵→荒生田公園下→スピナラソリエ高見店前→荒生田公園下→大蔵→諏訪二丁目・美術館北口→東大谷→大谷通り→天籟寺→天神二丁目→戸畑区役所→浅生通り→浅生市場前→戸畑駅→幸町→製鉄飛幡門
  - 戸畑渡場→戸畑営業所→製鉄飛幡門→（この間、上記と同じ）→大蔵→荒生田公園下→七条→山路ランプ入口→八幡高校前
    - 2022年9月23日改正で発着地を猪倉からスピナラソリエ高見店前へ改め、七条 - 猪倉間は54番に代替された。ループ運行になっているが、運賃精算が行われるためスピナラソリエ高見店前で一旦下車する必要がある。
    - 戸畑渡場発八幡高校前行きは平日・土曜の通学時間帯のみ運転される。大谷線の間合い運用になっている。
    - 諏訪二丁目・美術館北口（旧・山ノ口小学校）は最終の区間便として設定されていたことがある。（諏訪二丁目・美術館北口到着後は戸畑営業所まで回送）
    - 2024年4月1日ダイヤ改正から小型車に変更された[3]。そのため「大谷（大蔵）線」として分離した。

## 過去の路線

### 門司 - 戸畑・八幡線
- ■□ 71（大手町発は西小倉駅前より70番として運行）
  - 田野浦 - 大久保越 - 東門司一丁目 - レトロ東本町一丁目 - レトロ桟橋通 - 二夕松町 - 小森江 - 門司駅前 - 社ノ木一丁目 - 手向山トンネル口 - 上富野一丁目 - 砂津 - 小倉駅入口 - 魚町 - 西小倉駅前 - ソレイユホール・ムーブ前 - 大手町
  - 東本町二丁目 - レトロ東本町一丁目 - レトロ桟橋通 - 二夕松町 - 小森江 - 門司駅前 - 社ノ木一丁目 - 手向山トンネル口 - 上富野一丁目 - 砂津 - 小倉駅入口 - 魚町 - 西小倉駅前 - ソレイユホール・ムーブ前 - 大手町

大手町系統は2013年3月16日ダイヤ改正分からの新設路線。2016年3月25日限りで廃止。
- ■■ 73
  - 田野浦 - 大久保越 - 東門司一丁目 - レトロ東本町一丁目 - レトロ桟橋通 - 二夕松町 - 小森江 - 門司駅前 - 新小文字病院前 - 手向山トンネル口 - 上富野一丁目 - 砂津 - 小倉駅入口 - 魚町 - 西小倉駅前 - 大門 - 金田二丁目 - （←金田陸橋西←） - 一枝入口 - 明治学園前 - 戸畑区役所 - 浅生通り - 浅生市場前 - 戸畑駅
  - 東本町二丁目 - レトロ東本町一丁目 - レトロ桟橋通 - 二夕松町 - 小森江 - 門司駅前 - 新小文字病院前 - 手向山トンネル口 - 上富野一丁目 - 砂津 - 小倉駅入口 - 魚町 - 西小倉駅前 - 大門 - 金田二丁目 - （←金田陸橋西←） - 一枝入口 - 明治学園前 - 戸畑区役所 - 浅生通り - 浅生市場前 - 戸畑駅

田野浦、門司港 - 戸畑駅間を海岸通り、レトロ桟橋通、新小文字病院前、一枝経由で結ぶ路線。2017年3月24日限りで廃止。

### 門司 - 戸畑線
- ■■ 63
  - 柄杓田（ひしゃくだ） - 伊川 - 淡島神社前 - (現行路線：戸畑駅)
    - 上記区間は2022年7月23日ダイヤ改正にて奥田線（恒見営業所）へ移管された。

### 戸畑循環線
- □ 1（内回り : 戸畑駅→沖台通り→一枝入口→戸畑駅） / 2（外回り : 戸畑駅→一枝入口→沖台通り→戸畑駅）
  - 戸畑駅 - 浅生市場前 - 浅生通り - 沖台通り - 牧山三丁目 - 高峰二丁目 - 天籟寺 - 戸畑高校前 - 一枝入口 - 工大前 - 三六町 - 戸畑区役所 - 浅生通り - 浅生市場前 - 戸畑駅 - 幸町 - 製鉄飛幡門 - 戸畑営業所

戸畑営業所始発便は他路線が使用する停留所ではなく営業所横の専用バス停から発車するが、安全性のため発車直前に乗務員の誘導で営業所構内からの乗車となっている。戸畑駅発着が大半だが、戸畑営業所発着は出入便程度。かつては1・2番の区別がなく、内回り外回り共に1番で、戸畑駅を出たバスは浅生通りを経由せず、もう一本北に位置する「旭町」交差点を右折して沢見、小芝方面へ向かっていた。また、沖台一丁目からの経路も牧山方面には行かず、そのまま沖台通りへ向かっていた。
戸畑営業所の他に到津営業所担当分があり、一枝入口から到津営業所へ向かう便が多数存在した。到津営業所廃止後は遊園前営業所が担当するようになり、両国橋交差点より北九州パレス方面へ南下し、遊園前バス営業所へ向かっていた時期もあった。また、一枝入口や一枝止まりの便も存在した。一枝入口のバス降車場は一枝交差点の東側、現在のスピナの向かい付近にあり、新日本製鐵くろがね線を挟んだ一枝バス停の南側（戸畑方面）にバスの転回場が設けられていた。2020年10月1日より西鉄バス北九州から北九西鉄タクシーに路線を移管され使用車も中型車から小型車（マイクロバス）に変更された。

### 大谷線
- □ 44
  - 猪倉 - 中畑 - 七条 - （現行経路　荒生田公園下 - 製鉄飛幡門）
  - 猪倉←中畑←八幡高校←山路ランプ入口←七条←（現行経路　荒生田公園下←戸畑渡場）

猪倉に乗り入れる唯一の路線だったが、2022年9月23日改正でスピナラソリエ高見店前 - 猪倉の54番に代替された。

### 小倉（中原）戸畑線
- ■■ 92（魚町→製鉄飛幡門、製鉄飛幡門→戸畑区役所間は5）
  - (現行経路　大谷池 - ) - 戸畑駅 - 製鉄飛幡門
    - 2023年1月28日改正で戸畑駅～製鉄飛幡門が廃止され、全便戸畑駅発着となった。

### その他
- 日本製鉄八幡製鐵所の構内バスのうち、戸畑構内の飛幡門バスターミナルと戸畑管理センターを結ぶ路線の一部の便を担当していたが、2021年4月からスピナに担当が変わっている。

## 車両
- 路線車
  - 大型車は日産ディーゼルといすゞの配置。西工B型も配属されているが、2012年に当営業所初めての純正車体としていすゞエルガが導入され、2013年11月にはノンステップ車も導入された。これまで30年近く維持してきた三菱ふそう（西工B型）（4710、4801、4885）が2021年11月まで定期運用から引退した。

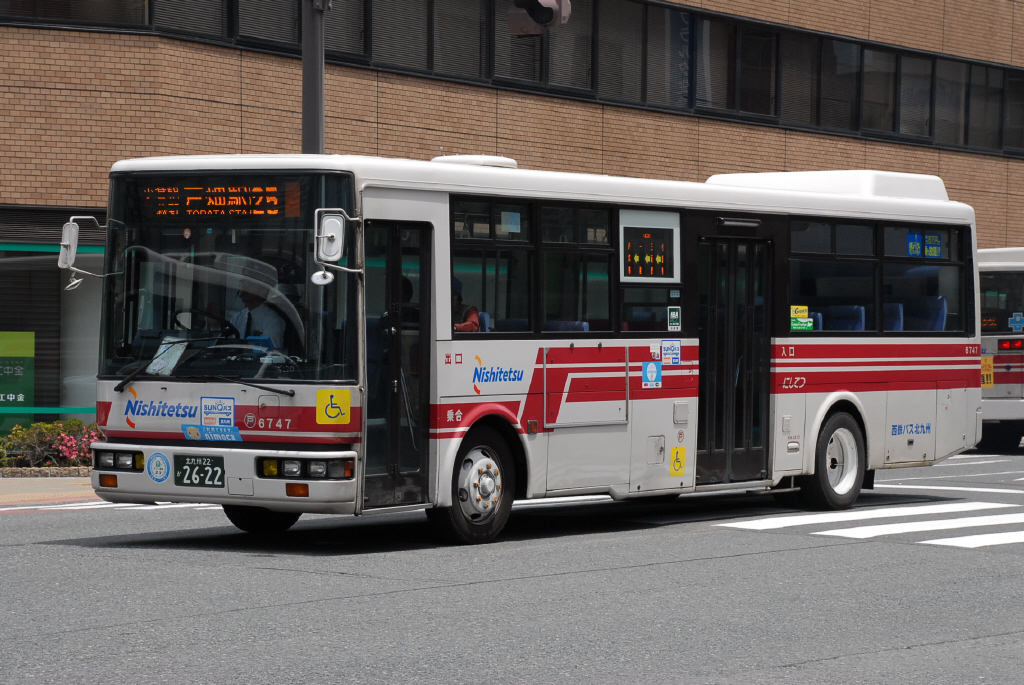
中型ロング

  - 中型ロング中型車は日産ディーゼルのRM、いすゞが配置されている。元々は西工B型のみの配属だったが、2011年からいすゞエルガミオが純正車体として導入している。主に大谷線、小嶺 - 戸畑線で使用。
  - 北九州地区で都市高速経由の定期路線を有しない営業所のため、ETC搭載車両の配備がない。

- 高速車

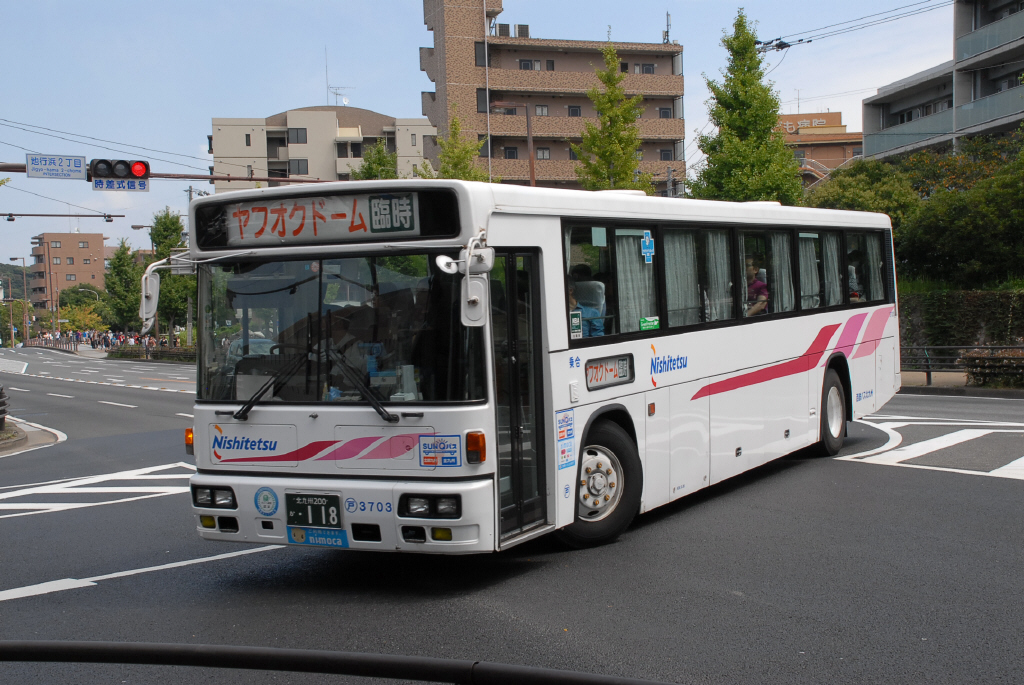
高速車

  - 高速車北九州空港線用として日産ディーゼル（西工B型）が配置されていたが、2010年4月に戸畑、若松 - 小倉間の廃止に伴い小倉営業所に転出したが、砂津 - ヤフオクドーム間（黒崎・引野口経由）の臨時バスとして再び配置されている。これにより、三菱ふそう（西工B型）（3703）が、砂津 - ヤフオクドーム間（黒崎・引野口経由）の臨時バスで使用されたが、廃車となった。

- 貸切車
  - 2010年9月、北九州市営バス・若松営業所より養護スクールバスの受託。それに伴い、養護スクールバスを市営バスより日産ディーゼルが2台受託している。